# (4290) Heisei
(4290) Heisei (1989 UK3) – planetoida z pasa głównego asteroid okrążająca Słońce w ciągu 5,26 lat w średniej odległości 3,02 j.a. Odkryta 30 października 1989 roku.